# Kabaağaç, Fethiye
Kabaağaç là một xã thuộc huyện Fethiye, tỉnh Muğla, Thổ Nhĩ Kỳ. Dân số thời điểm năm 2011 là 1.076 người.